# 伊日·塞卡奇
伊日·塞卡奇（捷克語：Jiří Sekáč，1992年6月10日—），捷克男子冰球运动员。他曾代表捷克国家队参加2018年冬季奥林匹克运动会男子冰球比赛，结果队伍获得第四名。